# 호리카와 도시히로
호리카와 도시히로(일본어: 堀河 俊大, 1989년 5월 28일 ~ )는 일본의 축구 선수이다.

## 구단 경력
과거 카마타마레 사누키에서 활동하였다.